# Tarsus İdman Yurdu
Il Tarsus İdman Yurdu è una società calcistica con sede a Tarso, in Turchia, e che milita nella TFF 3. Lig, la quarta serie del campionato turco.
Fondato nel 1923, il club gioca le partite in casa allo stadio Burhanettin Kocamaz Stadyumu.
I colori sociali sono il giallo-blu.

## Statistiche
- TFF 1. Lig: 1969-1972, 1980-1983, 1984-1988, 1991-1995
- TFF 2. Lig: 1967-1969, 1972-1980, 1988-1991, 1995-2001, 2002-2011
- TFF 3. Lig: 2001-2002, 2011-
- Bölgesel Amatör Lig: 1983-1984

## Palmarès

### Competizioni nazionali
- TFF 3. Lig: 3

1968-1969, 1990-1991, 2001-2002